# Otto Braß

Otto Braß

Otto Braß (* 8. Juli 1887 in Abentheuer; vermisst seit Mai 1945) war Reichstagsabgeordneter der NSDAP.

## Leben
Braß besuchte von 1894 bis 1906 die Volksschule und das Gymnasium in Birkenfeld, das damals zum Großherzogtum Oldenburg gehörte. Bis 1910 studierte er Rechtswissenschaft und Volkswirtschaft an den Universitäten Tübingen, Göttingen und Münster. In Göttingen wurde er 1908 Mitglied des Corps Hildeso-Guestphalia. Von April 1912 bis August 1913 arbeitete Braß bei der „Eisenbahn-Gesellschaft Becker & Co. GmbH“ in Berlin in der elektrischen Abteilung und der Abteilung für Dampfbahnen. Am 1. Oktober 1913 trat Braß als Einjährig-Freiwilliger in die 11. Kompanie des 3. Hanseatischen Infanterie-Regiments Nr. 162 in Lübeck ein. Vom 2. August bis November 1914 nahm er als Unteroffizier der Reserve am Ersten Weltkrieg teil; nach einer schweren Verwundung wurde er am 31. März 1915 aus dem Heeresdienst entlassen. Braß wurde mit dem Eisernen Kreuz II. Klasse und dem Verwundetenabzeichen in schwarz ausgezeichnet. Im Zivilleben arbeitete er zunächst weiter für die Eisenbahn-Gesellschaft Becker, wechselte jedoch am 1. Juni 1917 zur Reichsversicherungsanstalt für Angestellte in Berlin-Wilmersdorf, bei der er bis August 1934 blieb.
Von 1919 bis 1922 war Otto Braß Mitglied im Deutschvölkischen Schutz- und Trutzbund (später in der Deutschvölkischen Freiheitspartei). Parallel dazu war er Angehöriger verschiedener Freikorps: Von Januar bis Juni 1919 war er beim Freikorps „Löschebrand von Klewitz“, das Teil der Garde-Kavallerie-Schützen-Division war, dann von Juni 1920 bis 12. November 1923 bei der Brigade „Reinhard“, von März 1924 bis Juni 1927 bei der Organisation „Roßbach“ und von Juli 1927 bis Dezember 1929 bei der Organisation „Wehrwolf“. Am Kapp-Putsch beteiligte er sich im Zeitfreiwilligen-Regiment Berlin. Im Januar und Februar 1923 absolvierte er einen Führerkurs beim Infanterie-Regiment 9 in Potsdam.
Zum 1. März 1930 trat Braß in die NSDAP (Mitgliedsnummer 219.029) und am 6. April 1930 in die SS (SS-Nummer 2.597) ein. In der SS wurde Braß rasch befördert und erreichte am 24. August 1932 den Rang eines SS-Standartenführers.
Nach der „Machtergreifung“ der Nationalsozialisten wurde er im März 1933 kurzzeitig Bezirksverordneter der NSDAP in Berlin-Steglitz. Im November 1933 zog er auf der Einheitsliste der NSDAP in den Reichstag ein. Das Mandat im weitgehend bedeutungslosen Reichstag behielt er bis Kriegsende. In der SS übernahm Braß am 16. November 1933 die Führung des Abschnitts XXIII (Berlin-Brandenburg). Am 18. März 1934 wurde er zum SS-Oberführer befördert. Am 23. August 1934 wechselte er als Stabsführer zum SS-Oberabschnitt „Nordost“ in Königsberg und übernahm am 21. März 1935 den dortigen SS-Abschnitt VII als Führer. Am 30. Juli 1935 erhielt Braß vom Führer des SS-Oberabschnitts „Nordost“ Erich von dem Bach-Zelewski einen förmlichen Verweis „wegen mangelndem Interesse am Dienst“. Ab dem 1. März 1936 war Braß Führer im Stab des Führers der Grenz- und Wacheinheiten und zugleich SS-Führer im Stab des SS-Hauptamtes. Am 31. Dezember 1936 wurde er auf Anordnung des Reichsführers-SS Himmler aus dem hauptamtlichen SS-Dienst entlassen; ehrenamtlicher SS-Führer blieb Braß bis 1945. Grund für die Entlassung war vermutlich der schon im Vorjahr erfolgte Verweis. Braß nahm am 1. Januar 1937 seine Tätigkeit bei der Reichsversicherungsanstalt für Angestellte wieder auf und wurde dabei am 13. Juli 1937 zum Regierungsrat befördert. Zugleich war er bis Juni 1943 ehrenamtlicher SS-Führer beim SS-Oberabschnitt „Ost“.
Ab 6. September 1939 war Braß Teilnehmer des Zweiten Weltkrieges, zunächst beim Heer, ab 18. Juni 1940 bei der Waffen-SS. In der Waffen-SS war er zunächst Obersturmführer; am 19. Dezember 1940 wurde er zum Hauptsturmführer der Reserve befördert. Im Juni und Juli 1940 führte Braß eine Kompanie der SS-Division „Das Reich“, von 1. Januar 1941 bis zum 1. Januar 1942 war er Chef der 6. Kompanie des SS-Regiments „Nordland“. Braß wurde am 8. September 1941 verwundet und war „zur Wiederherstellung seiner Gesundheit“ Reserveführer im Infanterie-Ersatzbataillon „Westland“.
Am 29. September 1942 wurde Otto Braß unabkömmlich gestellt, am 27. November 1942 schied er auch offiziell aus der Waffen-SS aus. Am 1. Oktober wurde er zum stellvertretenden Landrat des Kreises Trebnitz in Niederschlesien ernannt. Am 1. Dezember 1943 wechselte Braß als Landrat in den Kreis Ohlau. Am 20. April 1945 wurde er zum SS-Brigadeführer befördert. Braß wird seit Mai 1945 vermisst, später wurde er amtsgerichtlich für tot erklärt; das Sterbedatum wurde dabei auf den 31. Dezember 1945 festgesetzt.